# Parasopubia delphiniifolia
Parasopubia delphiniifolia är en snyltrotsväxtart som först beskrevs av Carl von Linné, och fick sitt nu gällande namn av H.-p.Hofm. och Fischer. Parasopubia delphiniifolia ingår i släktet Parasopubia och familjen snyltrotsväxter. Inga underarter finns listade i Catalogue of Life.